# الثغر الأوسط

صورة توضح ثغور الدولة الأموية في الأندلس

الثغر الأوسط هو أحد ثلاثة أقسام كانت تشكل حدود الدولة الأموية في الأندلس. يشمل هذا الثغر طليطلة قاعدة ذلك الثغر وأعمالها، وهي تمثل حدود الدولة مع مملكة أستورياس ومنطقة ألبة وقشتالة.
من أهمّ الدول التي قامت فيه خلال عصر ملوك الطوائف دولة بني ذي النون في طليطلة.